# Шильонский узник

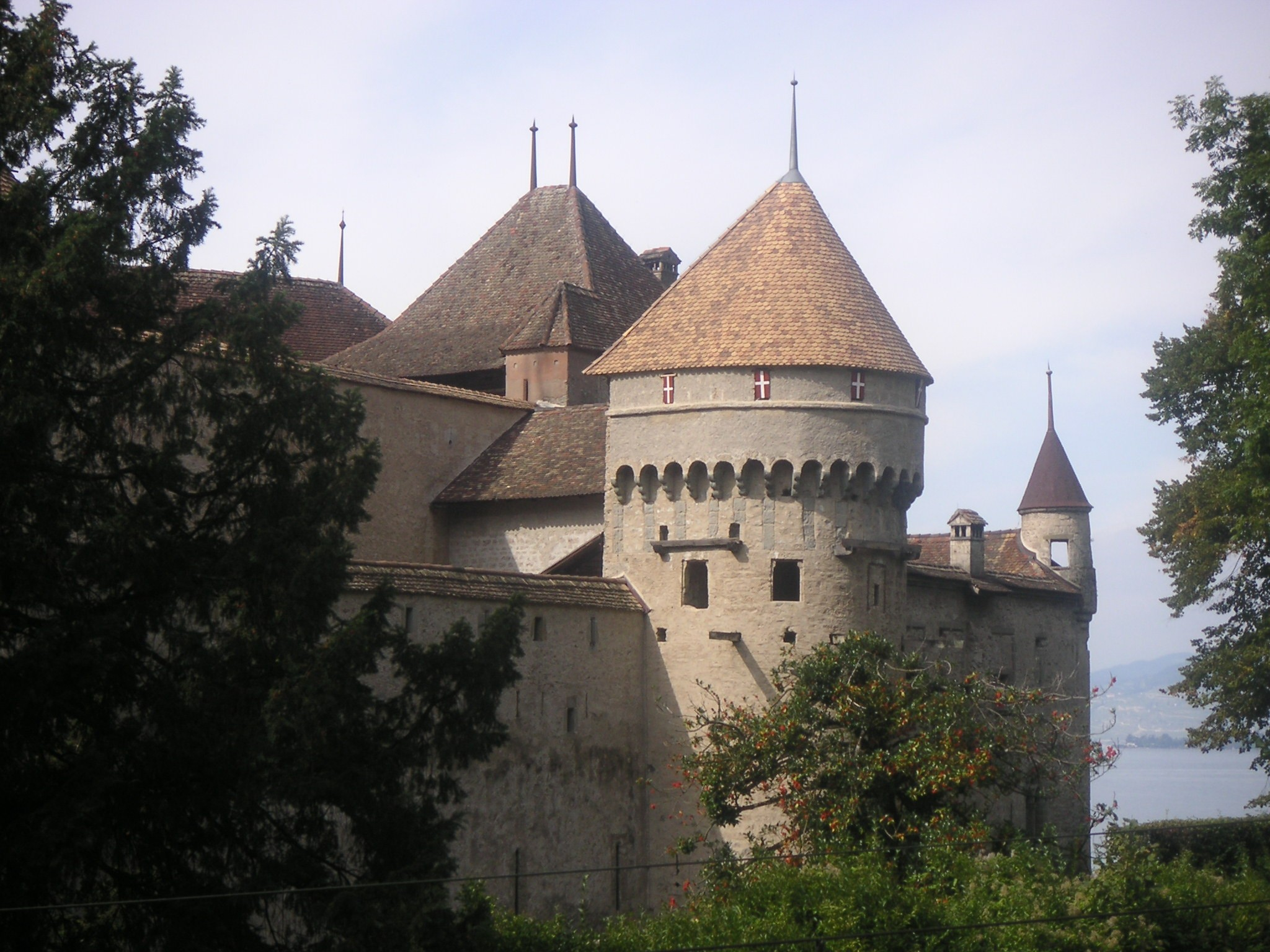
Шильонский замок, в котором происходит действие поэмы

«Шильонский узник» (англ. The Prisoner of Chillon, 1816) — романтическая поэма Джорджа Байрона.
Поэма написана между 27 и 29 июня 1816 года в деревне Уши́ (фр. Ouchy) близ Лозанны, где лорд Байрон и его друг Перси Биши Шелли, посетившие 26 июня Шильонский замок, задержались на два дня из-за проливного дождя. После прогулки по замку и осмотра подземелья, служившего казематом, Байрон сочинил «Сонет на Шильоне». Последний вариант сонета, законченный к 10 июля 1816 года, опубликован 5 декабря 1816 года отдельным изданием с семью другими стихотворениями автора.

## Историческая основа
Действие поэмы «Шильонский узник» происходит в Шильонском замке, резиденции герцогов Савойских на берегу Женевского озера в трёх километрах от города Монтрё.
Исторической основой поэмы послужило заточение в замке, в годы с 1530 по 1536, Франсуа Бонивара, настоятеля одного из женевских монастырей. Бонивар был брошен в подземелье замка по приказу Карла III Савойского за то, что боролся с попытками Карла подчинить Женеву. 29 мая 1536 года, после двухдневной осады, замок был взят бернцами, и Бонивар освобождён. Благодаря поэме Байрона заточение Бонивара стало одним из наиболее известных эпизодов в истории замка.

## Перевод В. А. Жуковского
На русский язык поэма была переведена В. А. Жуковским в сентябре 1821 — начале апреля 1822 гг. Жуковский сам посетил Шильонский замок и подземную темницу Боннивара 3 сентября 1821 г. В предисловии к своему переводу он писал: 
Темница, в которой страдал несчастный Боннивар, до половины выдолблена в гранитном утёсе: своды её, поддерживаемые семью колоннами, опираются на дикую, необтёсанную скалу. На одной из колонн висит ещё то кольцо, к которому была прикреплена цепь Бонниварова. А на полу, у подошвы той же колонны, заметна впадина, вытоптанная ногами несчастного узника, который столько времени принужден был ходить на цепи своей всё по одному месту.

### Отзывы к переводу
А. С. Пушкин в письме Н. И. Гнедичу 27 сентября 1822 г.: 
Перевод Жуковского est un tour de force… Должно быть Байроном, чтоб выразить со столь страшной истиной первые признаки сумасшествия, а Жуковским, чтоб это перевыразить. Мне кажется, что слог Жуковского в последнее время ужасно возмужал, хотя утратил первоначальную прелесть…" (Полное собрание сочинений, т. X, стр. 46).
В. Г. Белинский: 
Наш русский певец тихой скорби и унылого страдания обрел в душе своей крепкое и могучее слово для выражения страшных подземных мук отчаяния, начертанных молниеносною кистью титанического поэта Англии. «Шильонский узник» Байрона передан на русский язык стихами, отзывающимися в сердце как удар топора, отделяющий от туловища невинно осужденную голову… Каждый стих в переводе «Шильонского узника» дышит страшною энергиею (Полное собрание сочинений, т. VII, стр. 209).
И. М. Семенко отмечает в своём комментарии к переводу В. А. Жуковского, что стих самого Байрона — в основном четырёхстопный ямб с парной мужской рифмой, однако поэт допускает некоторые отклонения в размере и рифмовке. Жуковский же всю поэму перевёл четырёхстопным ямбом с мужской парной рифмой. Стих «Шильонского узника» был использован М. Ю. Лермонтовым в поэме «Мцыри».